# Gneo Cornelio Dolabella (console 81 a.C.)
Gneo Cornelio Dolabella (in latino Gnaeus Cornelius Dolabella; fl. I secolo a.C.) è stato un politico e militare romano della Repubblica.

## Biografia
Le notizie riguardo alla sua vita sono particolarmente scarse. Dopo aver prestato servizio come comandante della flotta sotto Lucio Cornelio Silla durante la guerra contro Mitridate VI del Ponto, divenne console nell'81 a.C.. Fu poi governatore della Macedonia con imperium proconsolare (80-79 a.C.), e nel 78 a.C. gli fu concesso il trionfo per le sue vittorie contro i traci. Nel 77 o nel 76 a.C. fu accusato di concussione dal giovane Gaio Giulio Cesare. Per quanto improbabile che Dolabella fosse rimasto "puro" durante le proscrizioni sillane, fu assolto grazie all'abilità oratoria degli avvocati da cui era assistito.